# بازی شیطانی
«بازی شیطانی» (به انگلیسی: Wicked Game) تک‌آهنگی از هنرمند اهل ایالات متحده آمریکا کریس آیزک است که در سال ۱۹۹۰ میلادی منتشر شد.
این تک‌آهنگ در چارت‌های در رتبه اول و در چارت‌های بریتانیا، اسکاتلند، سوئد، نیوزلند جزو ده ترانه اول قرار گرفت.